# Muzhou Daoming
Muzhou Daoming (chiń. 睦州道明, pinyin Mùzhōu Dàomíng; kor. 목주도명 Mokchu Tomyŏng; jap. Bokushū Dōmyō; wiet. Mục Châu Đạo Minh; ur. 780, zm. 877) – chiński mistrz chan ze szkoły hongzhou, znany także jako Muzhou Daozong (睦州道蹤) i Chen Zunsu (陳尊宿), Czcigodny Starszy Chen.

## Życiorys
Jego rodowym nazwiskiem było Chen (dlatego nazywano go także Czcigodnym Chenem). Tekst Wudeng Huiyuan zawiera informację, że jako młody chłopiec poszedł do świątyni zapalić ofiarne kadzidełka Buddzie, zobaczył mnichów i poczuł się tak, jakby znał ich z dawnych czasów. Powrócił do domu i otrzymał zgodę swoich rodziców na zostanie mnichem.
Miał podobno dość niezwykły wygląd z niesamowitymi oczami i siedmioma śladami po ospie wietrznej na twarzy.
Początkowo studiował Winaję i był dobrze obeznany z buddyjską literaturą. Później rozpoczął wędrówki po klasztorach i po spotkaniu Huangbo Xiyuna został jego uczniem i w końcu następcą jego Dharmy. Był skutecznym nauczycielem; jeszcze jako uczeń Huangbo odegrał kluczową rolę w oświeceniu Linji Yixuana. Już jako mistrz doprowadził do oświecenia wybitnego późniejszego mistrza chan Yunmena Wenyana, którego jednak uważa się za spadkobiercę Dharmy Xuefenga Yicuna.
Rezydował i nauczał w klasztorze Kaiyuan w Muzhou (dziś okolica Jiande z prow. Zhejiang).
Podczas rebelii Huanga Chao, podczas chaosu, który zapanował w okolicy, powrócił do domu, żeby zaopiekować się matką. Utrzymywał siebie i matkę wyrabianiem słomianych sandałów, które zresztą najczęściej rozdawał anonimowo ludziom za darmo. Znany był również z tego, że ocalił wieś przed Huangiem Chao; zrobił wielki sandał z trawy i wyrzucił go przed bramę wsi. Bandyci nie zaatakowali bojąc się właściciela tak ogromnego sandała.
W literaturze chan nie ma pozostałych po nim wykładów i teoretycznych analiz, jak po innych wielkich mistrzach chan. Wiadomo że posiadał niezwykle surowy styl nauczania, który potrafili wytrzymać tylko najbardziej wytrwali mnisi. Był także obdarzony niezwykłą intuicją; rozpoznawał stan w jakim znajdował się uczeń po jego krokach. Często zatrzaskiwał drzwi przed nosem mnichów przychodzących na rozmowę, krzycząc Nikogo tu nie ma!
Zgodnie z jego poglądami wybawienie powinno być odnalezione w codziennej, konkretnej działalności. Oświecenie nie jest czymś, co istnieje ponad i poza zwykłym tłem ludzkich spraw. Jest ono raczej bezpośrednie i immanentne.
Pewnego dnia ktoś zapytał mistrza, jak mógłby się uwolnić od codziennego nudnego ubierania się i jedzenia. Mistrz odparł, że powinien wkładać swoje ubranie i jeść codziennie. Gdy pytający odparł, że nie rozumie jego odpowiedzi, mistrz odparł Jeśli nie rozumiesz, to po prostu ubieraj się i jedz każdego dnia.
Pewnego dnia Muzhou zapytał mnicha, skąd przychodzi.
Mnich krzyknął He!
Muzhou powiedział A więc daj mi teraz „HE!”
Mnich znowu krzyknął He!
Mistrz powiedział No, a po trzecim czy czwartym he co zrobisz?
Gdy mnich nie był zdolny udzielić odpowiedzi Muzhou uderzył go mówiąc Jesteś płytkim oszustem.
Pewnego dnia mistrz chan Muzhou powiedział do swojego zgromadzenia mnichów
Czy każdy z was osiągnął wejście? Jeśli nie osiągnęliście wejścia, to wtedy musicie zrobić tak... Jeśli osiągnięcie wejście, to wtedy nie możecie okazywać mi niewdzięczności.
Jakiś mnich pokłonił się i powiedział Jakże śmiałbym okazać ci niewdzięczność.
Muzhou powiedział Właśnie okazałeś mi swoją niewdzięczność.
Yunmen Wenyan postanowił porozmawiać z mistrzem Muzhou, który widząc nadchodzącego ucznia zatrzasnął drzwi. Wenyan zastukał.
Mistrz spytał Kim jesteś?
Jestem Wenyan.
Czego chcesz?
Wciąż nie mam jasności względem siebie i z chęcią wysłucham twoich nauk.
Muzhou otworzył drzwi, popatrzył przez chwilę na Wenyana i zatrzasnął drzwi. Wenyan przez trzy kolejne dni przychodził do mistrza, a ten za każdym razem zatrzaskiwał mu drzwi przed nosem. Trzeciego dnia, gdy mistrz na chwilę otworzył drzwi, Wenyan wdarł się do pokoju mistrza. Muzhou chwycił go i wrzasnął
Mów! Mów!
Jednak Wenyan wahał się z odpowiedzią więc mistrz wypchnął go za drzwi krzycząc
Ty wiertle do borowania [dziur]!
Wenyanowi udało się wsadzić stopę między drzwi a framugę, jednak mistrz zatrzasnął drzwi z taką siłą, że złamał stopę ucznia. Wenyan osiągnął oświecenie. Mistrz posłał go następnie do Xuefenga Yicuna.
Pewnego dnia Muzhou wezwał mnichów i rzekł Moja karma jest wyczerpana. Umieram.
Usiadł w pozycji medytacyjnej i zmarł. Miał 98 lat i był mnichem przez 76 lat.
W Biyan lu związany z nim jest gong’an 10, a w Congrong lu 64 i 92.

## Linia przekazu Dharmy zen
Pierwsza liczba oznacza liczbę pokoleń mistrzów od 1 Patriarchy indyjskiego Mahakaśjapy.
Druga liczba oznacza liczbę pokoleń od 28/1 Bodhidharmy, 28 Patriarchy Indii i 1 Patriarchy Chin.
- 33/6. Huineng (638–713)
  - 34/7. Nanyue Huairang (677–744)
    - 35/8. Mazu Daoyi (709–788) szkoła hongzhou
      - 36/9. Baizhang Huaihai(720–914)
        - 37/10. Huangbo Xiyun (zm. 850)
          - 38/11. Muzhou Daoming (780–877)
            - 39/12. Tan Fahui (bd)
            - 39/12. Tan Wenjian (bd)
            - 39/12. Chencao Shengshu (bd) wysoki urzędnik cesarski, występuje w Biyan lu w przypadku 33.